# Maša in Tjaša
Maša in Tjaša je  roman ali sodobna  povest, ki jo je napisal slovenski pisatelj in dramatik Tone Partljič. Prvič je izšla leta 1999 pri založbi Prešernova družba. Ilustracije je prispeval akademski slikar Matjaž Schmidt.

## Kratka obnova
Zgodba govori o dveh dekletih Maši in Tjaši, ki se spoznata na dvorišču pred blokom in postaneta prijateljici. Tjaša tam živi, Maša je na obisku pri dedku, ker so njeni starši - igralca - odpotovala na gostovanje v Walles in London. Obljubita si prijateljstvo do konca življenja, vendar njuno obljubo ogrozi politična opredelitev njunih družin. Tjašin oče je namreč politik, ravno tako kot Mašin dedek, vendar vsak v svoji stranki. Zaradi tega jima je prepovedano druženje, a se za to ne zmenita in se kljub temu odpravita v kraj, kjer si želita ozdraviti dušo in srce.

## Predstavitev literarnega lika
Maša je osrednji literarni lik, ki s svojo igrivostjo in neizkušenostjo tvori zgodbo. Pametno dekle, ki svoje želje ne skriva, temveč sega po njih in jim skuša slediti. Tako vedno znova prepriča dedka, da ji pripoveduje o svoji rojstni vasi Pesnici in življenju. Kljub ljubezen, ki ji jo nudi dedek, pogreša mater in očeta. Ta sta zaradi službenih obveznosti velikokrat z doma. Maša doživi razočaranje. Zatočišče poišče pri dedku, saj ne zmore razumeti načel, ki jih imajo ljudje, ki govorijo o slovenski politiki. A zaradi tega Maša ne obupa, s svojo pozitivno energijo in prijaznostjo stoji prijateljici ob strani. Vliva ji samozavest in obljubi, da jo bo peljala v kraj, kjer se bo rešila vseh bremen in bolečine, ki ji ležijo na duši.

## Analiza
Sodobni mladinski roman ali povest Maša in Tjaša (1999), ki jo je napisal Tone Partljič ni samo aktualna in živa pripoved, ki vzbuja številne asociacije na današnjo politično sceno, temveč je tudi čustveno nabita pripoved o življenjskih odnosih znotraj dveh družin, ki poskušata vsaka po svoje krojiti usodo obeh osrednjih literarnih likov.
Osrednja literarna lika sta osnovnošolki Maša in Tjaša, ki skušata premostiti družbene ovire in kljub neodobravanju Tjašinega očeta, ostati prijateljici. Ob njiju so še druge osebe, ki so pomembne za razvoj dogodkov in sicer Tjašin oče ter Mašin dedek, ki s svojo izkušenostjo vnukinji stoji ob strani. 
Zgodba se odvija pred našimi očmi, v današnjem času. Dogajalni prostor je mesto Ljubljana in vas Pesnica pri Mariboru. Tema zgodbe je življenje v katerem nas zaznamujejo družbene in politične norme. 
Začetek zgodbe se prične z opisom kraja, ki je zaznamoval celotno dogajanje. Najprej spoznamo deklico Tjašo, ki je zaradi svoje podobe in navdušenja nad knjigami, tarča posmeha v krogu sovrstnikov in domačih. Zaradi odločitve očeta, ki je politik, se znajde na dvorišču, kjer se zgodi usodno srečanje z Mašo. To srečanje spremeni potek dogodkov. Maša je namreč na obisku pri dedku, ki je poslanec in pisatelj. Ravno politična opredelitev obeh družin povzroči dramatičen zaplet zgodbe. Obisk Maše pri Tjaši se hitro konča, ko se domov vrne Tjašin oče in jo nažene in hčerki prepove druženje z Mašo. Temu sledi vrh zgodbe, ko Tjaša vsa razočarana in žalostna, zaradi očetovega ravnanja skupaj z Mašo sklene zaroto. Odpravita se v Pesnico, kjer skupaj doživita marsikatero izkušnjo, ki jima spremeni pogled na svet. S tem podvigom njunima družinam povzročita skrb. Kljub temu se njun izlet srečno zaključi. Ko se vrneta nazaj v Ljubljano in premagate vse predsodke v družbi ter dokažeta, da je njuno prijateljstvo večno.

## Zunanje povazave
- http://www.prdr.com/